# Tunel Pod Větruší
Tunel Pod Větruší je železniční tunel č. 72 na katastrálním území Ústí nad Labem na železniční spojce mezi stanicemi Ústí nad Labem hlavní nádraží - obvod jih a Ústí nad Labem západ v km 0,476–0,580.

## Historie
Po ukončení druhé světové války bylo v Ústí nad Labem postaveno nové nádraží jih, které bylo propojeno nově vybudovaným tunelem Pod Větruší se západním nádražím.
Dne 11. prosince 2004 tunelem projel poslední pravidelný osobní vlak R 670 Vysočina.

## Geologie
Oblast se nachází v geomorfologickém celku České středohoří s podcelkem Milešovské středohoří. Z geologického hlediska je tvořeno převážně čedičem.

## Popis
Dvojkolejný tunel byl postaven na spojce Ústí nad Labem jih – Ústí nad Labem západ. Tunel byl proražen pod vrchem Větruše v čedičovém masívu.
Tunel leží v nadmořské výšce 150 m a je dlouhý 103,68 m.